# 1547 en littérature
| Années de la littérature : 1544 - 1545 - 1546 - 1547 - 1548 - 1549 - 1550    |
| Décennies de la littérature : 1510 - 1520 - 1530 - 1540 - 1550 - 1560 - 1570 |

Cet article présente les faits marquants de l'année 1547 en littérature.

## Événements
- 1er janvier : Andrés de Olmos achève de rédiger Arte para aprender la lengua mexicana, une grammaire de la langue nahuatl en espagnol, publiée à Paris en 1875 par Rémi Siméon sous le titre Grammaire de la langue nahuatl ou mexicaine[1].
- 20 juillet : mort de l'humaniste alsacien Beatus Rhenanus ; il lègue sa bibliothèque  de 423 volumes à sa ville natale, Sélestat[2].

- Rencontre de Joachim du Bellay et de Ronsard au collège de Coqueret à Paris ou ils suivent les cours de grec de Jean Dorat. Ils forment un groupe de poètes qu’ils appellent la « Brigade » qui deviens la « Pléiade » en 1553[3].

## Parutions

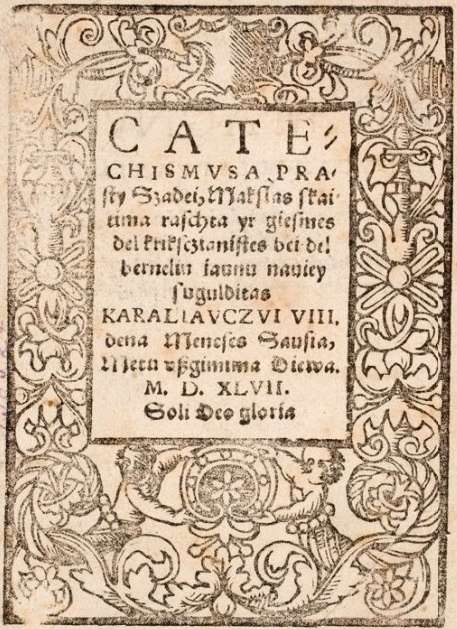
Catechismvsa prasty szadei.

- Novembre : The Lamentation of a Sinner (« La Lamentation d'un pécheur »), de Catherine Parr[4].

- A Dictionary in Englyshe and Welshe, dictionnaire gallois-anglais de William Salesbury[5].
- Catechismvsa prasty szadei, makslas skaitima raschta yr giesmes (« Les mots simples du catéchisme ») compilé par Martynas Mažvydas, premier livre imprimé en lituanien à Königsberg[6].
- De l'Infinité d'amour, œuvre philosophique publiée par la poétesse néoplatonicienne Tullia d'Aragon, est publié à Venise[7].
- Œuvres, de Mellin de Saint-Gelais, est publié à Lyon, chez Pierre de Tours[8].
- La première partie de Palmerin de Inglaterra, roman de chevalerie de Francisco de Moraes, est publié à Tolède[9].
- Gli Simillimi, comédie de Gian Giorgio Trissino inspirée des Ménechmes de Plaute[10].

## Naissances
- 29 septembre : Miguel de Cervantes, romancier, poète et dramaturge espagnol († 1616).
- Septembre : Mateo Alemán, écrivain espagnol, auteur du roman picaresque Guzman d'Alfarache († 1615).
- Vers 1547 :  Juan Rufo, écrivain et militaire espagnol († 1620).

## Décès
- 18 janvier : Pietro Bembo, cardinal, poète et écrivain italien (né en 1470).
- 20 juillet : Beatus Rhenanus, philologue, éditeur d'auteurs antiques et écrivain humaniste alsacien, né le 22 août 1485.
- 18 octobre : Jacopo Sadoleto (“Jacques Sadolet”), religieux, humaniste et écrivain italien de la Renaissance, né le 12 juillet  1477.
- Lazare de Baïf, poète, diplomate et humaniste français (né en 1496).